# Merværdi
Merværdien er – i den marxistiske forståelse – forskellen mellem den værdi, arbejderen frembringer ved sit lønarbejde, og den værdi, man modtager som betaling for bruget af arbejdskraft (løn). Marx’ værdilov siger,
- at en vares værdi bestemmes af den mængde samfundsmæssigt nødvendigt arbejde, som medgår til dens produktion, og
- at varer udveksles i forhold, som svarer til forholdet mellem det samfundsmæssigt nødvendigt arbejde, der er medgået til hver af varernes produktion. Hvis varen A er produceret ved to enheder arbejde, og varen B er produceret ved seks enheder arbejde, kan B på markedet udveksles for tre A’er. Der er tale om et lige bytte – et ækvivalensbytte.[1]

## Merværdiproduktionens forudsætninger
Når der ovenfor tales om samfundsmæssigt nødvendigt arbejde, henvises der til en særlig, abstrakt måleenhed:

"(...) hvordan måler man arbejdsmængder? Man måler dem i den tid, som arbejdet varer, idet man måler arbejdet i timer, dage osv.. For at kunne anvende dette mål, må man i sagens natur føre al slags arbejde tilbage til gennemsnitligt eller simpelt arbejde som dets enhed."

Foruden naturrigdomme (som ingen angiveligt har større ret til end andre) er arbejde den eneste kilde til værdi. Et produkts værdi er således bestemt af, hvor meget (samfundsmæssigt nødvendigt) arbejde, der er medgået til at producere det. Når de, som arbejder og dermed skaber værdierne, alligevel ikke er de rigeste, må samfundets rige have tilegnet sig værdien af andre menneskers arbejde. 

## Merværdiens realisering
Denne berigelse foregår således, at en kapitalist køber en (gerne mange) arbejder(e)s arbejdskraft og betaler værdien, der jo er den mængde arbejde, som det kræver at (re)producere arbejdskraften. Omsat i penge betyder det, at lønnen skal være netop så stor, at arbejderen kan købe de forbrugsgoder, der på det givne historiske stade kræves for at holde denne type arbejder i live fysisk, moralsk og ideologisk. Den mængde samfundsmæssigt nødvendigt arbejde, som arbejderen gennem sin løn forbruger, er imidlertid typisk betydeligt mindre, end den som ligger bundet i de producerede varer (eller tjenesteydelser).
Under kapitalismen er arbejdskraften en vare, der altså sælges på et marked. Den udveksles med andre varer for penge. Arbejdskraften købes til sin værdi af en kapitalist. Når den er købt, skal den også forbruges. Arbejderen sættes med andre ord til at arbejde. Arbejderen producerer derved mere værdi, end han forbruger.
Værdiskabelsesprocessen er hermed udvidet til en værdiøgningsproces. Ganske som jægeren kunne nedlægge væsentligt flere dyr, end han og hans familie kunne spise.
Forskellen er, at jægeren faktisk holdt inde med jagten, når han havde skaffet, hvad han formåede at sætte til livs. Anderledes forholder det sig med arbejderen, for han har solgt sin arbejdskraft og må derfor fortsætte med at producere selv efter, at han har frembragt en værdi svarende til, hvad han gennem sin løn forbruger. Til trods for ækvivalensbyttet fremkommer der en overskydende værdi – en merværdi, som tilfalder kapitalisten.
Merværdien kan øges ved en forlængelse af arbejdstiden (absolut forøgelse) eller ved at intensivere arbejdet (relativ forøgelse).
Abstraktionen gennemsnitligt eller simpelt arbejde er nødvendig af den grund, at en konkret arbejdstime erlagt af den flittige, hurtige og dygtige arbejder X er mere værd, end en arbejdsstime erlagt af den dovne, langsomme og udygtige arbejder Y. Når der er tale om ækvivalensbytte, må omregningsenhederne være identiske; derfor indfører Marx begrebet om et gennemsnitligt arbejde. Det tager måske gennemsnitligt 11,5 timer (værdienheder) at fremstille en kaffekande, selv om X kan gøre det på 7 timer, og Y vil bruge 16.
Når merværdien skal realiseres, sker det på et marked, som blandt andet er karakteriseret ved adskillesen af køb og salg. For at formidle denne proces må der være en almen enhed, som kan benyttes som målestok for den abstrakte merværdi. Penge (eller andre betalingsmidler) har under kapitalismen taget karakter af også at være en vare, der kan give et afkast (rente). Hvis transformationen af varer til kapital hæmmes, fx fordi varerne ligger længe på lager eller købekraften er utilstrækkelig, kan det øge profitratens tendens til fald.